# الهجرة إلى ماليزيا
الهجرة إلى ماليزيا هي عملية هجرة الأفراد إلى ماليزيا بغية الإقامة فيها بغض النظر عن الأسباب. غالبية هؤلاء الأفراد يصبحون فيما بعد مواطنين ماليزيين. بعد عام 1957، مر قانون وسياسة الهجرة الداخلية بتغييرات كبيرة، أبرزها قانون الهجرة 1959/63. سياسات وقوانين الهجرة في ماليزيا لا تزال في تطور مستمر.
يوجد في ماليزيا أربع فئات من المهاجرين: فئة الأسر (الأشخاص ذوو الصلة الوثيقة بالمقيمين الماليزيين الذين يعيشون في ماليزيا)، والمهاجرين الاقتصاديين (العمال المهرة ورجال الأعمال)، واللاجئين (الأشخاص الذين فروا من الاضطهاد والتعذيب أو العقوبات القاسية وغير العادية)، وآخرون (الأشخاص الذين تم قبولهم كمهاجرين لأسباب إنسانية أو اجتماعية).
حاليا، تُعرف ماليزيا بكونها دولة ذات سياسة هجرة واسعة تنعكس في التنوع الإثني في ماليزيا. وفقًا لتعداد عام 2010 الصادر عن دائرة الإحصاءات الماليزية، يوجد في ماليزيا أكثر من 50 مجموعة عرقية مع ما لا يقل عن 40٪ من الماليزيين الحاليين هم مهاجرون من الجيل الأول أو الثاني، وما يقرب من 30٪ من سكان ماليزيا في أواخر 2010 لم يولدوا على الأراضي الماليزية.

## تاريخ

### الهجرة في فترة ما قبل الاستعمار
كانت الأجيال الأولى من المهاجرين من الشعوب الأصلية، وبالضبط من أورانغ أسلي، حيث يُعتقد أنهم كانوا جزءا من الموجة الأولى للهجرة من إفريقيا منذ حوالي 50,000 عاما.
تطورت شبه جزيرة ملايو من احتضانها لموانئ ازدهرت على الطرق التجارية من الصين إلى الهند، واستضافت المهاجرين القادمين من أجل التجارة في الموانئ، واندمج بعضهم داخل المجتمعات المحلية. بحلول القرن الخامس الميلادي، تطورت شبكات هذه البلدات إلى مناطق منظمة ذات نفوذ سياسي يحددها مركزها بدلاً من حدودها. في المحيط، تكون المراقبة أقل تأكيدا. قد تكون الحدود قابلة للنفاذ وتتداخل السيطرة في بعض الأحيان؛ مناطق قد تكون تحت حكم عدة قوى سياسية أو أحيانا لا شيء.
خلال فترة حكم ممالك لانغكاسوكا في القرن الثاني، وإمبراطورية سريفيجايا في القرن الثامن عشر وسلطنة ملقا في القرن الخامس عشر، كان مركز القوة ينتقل بين سومطرة وشبه جزيرة الملايو. بالإضافة إلى ارتباطهما بالحكم السياسي، كانت سومطرة وشبه جزيرة الملايو مرتبطة أيضًا بروابط الزاوج بين النخبة الحاكمة في سومطرة وفي شبه الجزيرة (مما أدى إلى هجرة أتباعهم).
هناك مهاجرون مهمون آخرون في وقت مبكر، هم أولئك الذين يُسمون الآن بالملايو أناك داجانغ (هم غير الملايو الذين هاجروا إلى المنطقة واندمجوا لاحقًا في شعب الملايو)، والذين يختلفون عن الملايو أناك جاتي والذين يعدون من الملايو الأصليين في المنطقة، بما في ذلك شعب المينانغكابو من سومطرة وشعب بوقس من سولاوسي بإندونيسيا. استنادًا إلى تاريخ ماليزيا الطويل كمجتمع للمهاجرين، يقول الباحثون في جامعة ساينس ماليزيا: «ومع ذلك، من المناسب أن نضع الأمور في نصابها تمامًا في ما يخص هجرة الناس إلى الجيب الذي تم إنشاؤه صناعيا والمعروف باسم ماليزيا اليوم، فتاريخ ذلك يعود إلى قرون، وماليزيا مثل العديد من المستعمرات السابقة مُصطنعة...».

### حقبة الاستعمار
كانت الموجة التالية من الهجرة، التي قام بها الأوروبيون، مهمة بشكل خاص لأنها أشارت إلى بداية الحقبة الاستعمارية. وصل البرتغاليون أولا، واستقروا في ملقا في عام 1511، بينما بدأت شركة الهند الشرقية الإنجليزية عملها في عام 1600، وشركة الهند الشرقية الهولندية في عام 1602. عندما استقر هؤلاء الأوروبيون في هذه المنطقة، تزوجوا من السكان المحليين ومن غير الأوروبيين. مثّلت الزيجات بين الأعراق مجموعة جديدة من السكان في ماليزيا، تسمى الأوراسيين. أدت إضافة هذه المجموعات الجديدة إلى التجار العرب، الصينيين، الهنود، والمهاجرون القادمون من جنوب شرق آسيا الذين استقروا في ماليزيا، إلى أن تصبح التركيبة السكانية في ملقا وبينانغ متعددة ومتنوعة، مع عدم وجود مجتمع ذو أغلبية حتى منتصف القرن التاسع عشر.
على الرغم من أن القوى الاستعمارية وضعت حدودًا «سياسية» لترسيم حدود أراضيها، إلا أن الحدود ظلت مفتوحة، وذلك أساسا بسبب السكان المتفرقين، وأيضا لتشجيع الهجرة وتنمية الأراضي الاستعمارية.
بعد انتقال الهولنديين إلى إندونيسيا، ومع الاستحواذ البريطاني على بينانغ (1786)، وسنغافورة (1819)، وملقا (1824)، والنفوذ البريطاني في ساراواك (1841) وصباح (1882)، أصبح البريطانيون المستثمر المهيمن في منطقة ماليزيا الحالية.
يمكن تقسيم سياسة وأهداف الهجرة الاستعمارية البريطانية إلى ثلاث مراحل:
خلال المرحلة الأولى، 1900-1927، شهدت البلاد توسعا في صناعة القصدير والمطاط، إضافة إلى بناء وتأهيل البنية التحتية، ودخول الآلاف من العمال المهاجرين للعمل في هذه المؤسسات. كان معدل الهجرة (المهاجرين لكل 1000 نسمة) في مالايا (شبه جزيرة مالايو وسنغافورة) أعلى معدل في العالم خلال الفترة 1881-1939، أي أكثر من عشرة أضعاف معدل الهجرة إلى الولايات المتحدة آنذاك. بالنسبة للصينيين والهنود والإندونيسيين، كان ولوج الأراضي الماليزية مجانيا وغير مقيد بأي شكل من الأشكال.
في حين كان المهاجرون الصينيون والهنود والجاويون يفرون غالبا من الفقر الناجم عن الاكتظاظ السكاني أو انعدام الأراضي أو الاضطرابات السياسية، لم يكن السكان الأصليون والملايو يعانون من هاته المشاكل، حيث أنهم لم يكونوا متقبلين للعمل كعمال مأجورين لدى المستعمرين البريطانيين، وبالتالي فقد فشل المستعمرون في تحقيق أهدافهم المتمثلة في استغلال الموارد والعمالة المحلية، مما دفعهم إلى دعوة/جذب المزيد من العمال المهاجرين. في ظل سياسة الانقسام والحكم التي نهجتها الإدارة الاستعمارية البريطانية، بقي العمال المهاجرين منقسمين عن بعضهم البعض، وعن السكان الأصليين، حيث كان الملايو والإندونيسيون المحليون يعملون في المناطق الريفية كمزارعين فلاحين، وكان الهنود يعملون بشكل أساسي كعمال مأجورين في المزارع وفي قطاعات تشييد البنية التحتية، بينما عمل الصينيون في مناجم القصدير وفي التجارة في المناطق الحضرية. استمر هذا النمط من العزل الاقتصادي والجغرافي في ماليزيا إلى مابعد الحقبة الاستعمارية، كإرث من الحكم الاستعماري.
بدأت المرحلة الثانية، خلال الفترة 1928-1946، عندما سنت الحكومة الاستعمارية أول تشريع تقييدي: قانون تقييد الهجرة. وقد مكن هذا التشريع الحكومة من إنشاء إطار أساسي لضبط الحدود، وتمكينها من الوسائل اللازمة للتحكم في دخول العمالة الأجنبية التي تعتبر فائضة عن متطلبات البلد. تسبب الكساد الكبير في ارتفاع معدلات البطالة وتدهور الظروف الاقتصادية، مما اضطر إلى إغلاق بعض المناجم ومصانع المطاط. دفع هذا الحكومة إلى فرض حصة شهرية على هجرة الذكور الصينيين البالغين اعتبارا من أغسطس 1930. وفي يناير 1933، تم استبدال قانون تقييد الهجرة بقانون الأجانب. زود مرسوم الأجانب الدولة المستعمرة بآلية لتسجيل الأجانب المقيمين في مالايو ومثلت مرحلة مهمة في تطوير القوانين والإجراءات اللازمة لمراقبة حركة المهاجرين في ماليزيا.
خلال المرحلة الثالثة، 1947-1957، تم استبدال مرسوم الأجانب بموجب مرسوم الهجرة لعام 1953. هذا المرسوم، الذي تزامن مع ارتفاع المشاعر القومية في صفوف الملايو، احتوى ضوابط أكثر صرامة وحدد لأول مرة التكوينات التي يجب أن تكون لدى من يريد ولوج ماليزيا، وبالتالي التركيز بشكل أكبر على مهارات المهاجرين. تتطلب الشروط الجديدة من المهاجرين المحتملين الحصول على عقود عمل لمدة عامين على الأقل مع شركات الملايو ووضع حد أدنى للأرباح.
أخيرا، أدت حالة الطوارئ المالايوية (1948-1960) إلى تطبيق قانون الأمن الداخلي (ISA)، ونظام إلزامي لبطاقات الهوية لجميع المقيمين الذين تتراوح أعمارهم بين 12 عامًا أو أكثر. صنفت بطاقات الهوية الأشخاص على أساس جنسيتهم وحالتهم السكنية/المهنية، أما في الواقع، فقد خلقت مصطلح «الدخيل». هذا إرث دائم للحكم الاستعماري، يتكيف مع احتياجات الدولة القومية.